# Acrochordonichthys chamaeleon
Acrochordonichthys chamaeleon és una espècie de peix de la família dels akísids i de l'ordre dels siluriformes.

## Morfologia
- Els mascles poden assolir els 9,9 cm de llargària total.
- Nombre de vèrtebres: 35-36.[2][3]

## Hàbitat
Viu a rierols de corrent ràpid a àrees d'altitud alta, generalment entre vegetació submergida.

## Distribució geogràfica
Es troba al Sud-est asiàtic: Borneo (Indonèsia).